# Inskrypcja z Paraíby

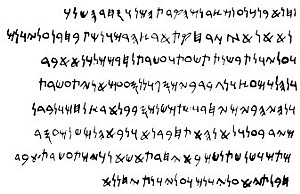
Inskrypcja z Paraíby

Inskrypcja z Paraíby (Parahyby) – rzekoma inskrypcja odkryta pod koniec XIX wieku na kamieniu w brazylijskim stanie Paraíba, mająca potwierdzać podróże Fenicjan do Ameryki Południowej.

## Historia inskrypcji
W 1872 roku Cândido José de Araújo Viana (1793–1875), dyrektor Instituto Histórico e Geográfico Brasiliero w Rio de Janeiro, otrzymał list podpisany przez niejakiego Joaquima Alvesa da Costę. Autor informował w nim o odkryciu w bliżej nieokreślonym miejscu nad rzeką Paraíba pękniętego na cztery części kamienia pokrytego inskrypcją w nieznanym języku, którą przepisał i załączył do listu. Ponieważ w ówczesnej Brazylii nie było semitystów, inskrypcję otrzymał do analizy hebraista-samouk Ladislau de Souza Mello Netto, z wykształcenia przyrodnik. Netto stwierdził, iż na kamieniu wyryto informację o 10 fenickich statkach zagnanych przez sztorm do brzegów Brazylii w roku 534 p.n.e. Uznał go też za autentyczny. Niedługo potem sprawę tajemniczego napisu przebadał francuski historyk i filolog Ernest Renan, stwierdzając, iż brazylijscy uczeni padli ofiarą fałszerstwa. Podobnie krytycznie ocenili znalezisko niemieccy badacze tacy jak Konstantin Schlottmann i Julius Euting. Na skutek krytyki Netto odwołał swoje wcześniejsze poglądy na temat autentyczności znaleziska.
Autentyczność inskrypcji z Paraíby jest powszechnie odrzucana przez historyków i paleografów. Rzekomego kamienia nie widział nigdy nikt poza domniemanym jego znalazcą, który nie ujawnił też żadnych bliższych informacji o dokładnym miejscu i okolicznościach odkrycia. O samym da Coście także nie wiadomo zbyt wiele, co dało asumpt do podejrzeń, iż w oszustwo mogło być zamieszane kilka osób. Naukowcy dysponują więc jedynie samym odpisem niewiadomego pochodzenia inskrypcji, co uniemożliwia jakąkolwiek wnikliwą analizę. Mimo to były próby obrony autentyczności znaleziska ze strony zwolenników historii alternatywnej, takich jak kontrowersyjny hebraista Cyrus Gordon.